# Булгаково-Дергачёвка
Булгаково-Дергачёвка — деревня в Знаменском районе Тамбовской области. Входит в состав Покрово-Марфинского сельсовета.

## География
Находится на реке Большая Липовица, возле пруда Булгаково.

## История
В 1996 г. посёлок Викентьевский, деревни Аносово и Булгаково-Дергачёвка, объединены в единый пункт с наименованием деревня Булгаково-Дергачевка.

## Население
| 2010 |
| ---- |
| 63   |

## Инфраструктура
Личное подсобное хозяйство.

## Транспорт
Автодорога с выездом на автомобильную дорогу федерального значения Р193, соединяющей города Воронеж и Тамбов.